# هيو غوثري
هيو غوثري هو محامي وسياسي كندي، ولد في 13 أغسطس 1866 في جيلف في كندا، وتوفي في 3 نوفمبر 1939 في أوتاوا في كندا. نشط حزبياً في الحزب الليبرالي الكندي وحزب كندا المحافظ. وقد انتخب زعيم المعارضة الرسمية ‏ (1926 – 1927) وانتخب عضو مجلس العموم الكندي.